# Gender-Care-Gap
Der Gender-Care-Gap (kurz GCG; von englisch gender „Geschlecht“ und care „Fürsorge“) beschreibt in der Soziologie und den Gender Studies den Unterschied zwischen dem durchschnittlichen Zeitaufwand für unbezahlte Sorgetätigkeiten (Care-Arbeit) von Frauen und Männern. Dass Frauen in Privathaushalten durchschnittlich mehr unbezahlte Care-Arbeit verrichten als Männer, ist dabei ein Umstand, der sich weltweit beobachten lässt.
In der Wissenschaft werden häufig die Wechselwirkungen des Gender-Care-Gaps mit anderen Gender-Gaps wie dem Gender-Pay- und Gender-Pension-Gap betrachtet. Dabei wird einhellig der Schluss gezogen, dass das Zusammenspiel dieser drei Gender-Gaps zu einer ökonomischen Schlechterstellung von Frauen beiträgt. Außerdem ist die Entwicklung des Gender-Care-Gaps während der COVID-19-Pandemie Gegenstand mehrerer Studien.
Als Gründe dafür, dass Frauen mehrheitlich mehr unbezahlte Care-Arbeit leisten als Männer, werden vor allem geschlechtliche Rollenbilder und eine mangelhafte staatliche Infrastruktur zur Versorgung von Kindern und Pflegebedürftigen identifiziert. Als Maßnahmen zur Verringerung des Gender-Care-Gaps werden zum Beispiel eine Verkürzung der Erwerbsarbeitszeit, Anpassungen in der Familienpolitik oder Investitionen in Betreuungs- und Pflegesysteme vorgeschlagen.

## Berechnung und Datenlage

### International
Dass unbezahlte Care-Arbeit ungleich verteilt wird, lässt sich weltweit beobachten. Global betrachtet verbringen Frauen durchschnittlich etwa 2,5-mal mehr Zeit mit Care-Arbeit als Männer. Die Nichtregierungsorganisation Oxfam untersuchte die weltweiten Arbeitszeiten von Männern und Frauen und kam dabei zu dem Ergebnis, dass Frauen im Durchschnitt etwa 44 Minuten am Tag länger arbeiten als Männer. Während Männer aber für ca. 80 % ihrer Arbeit bezahlt werden, sind es bei Frauen lediglich 41 %.

### Deutschland
In Deutschland wird der Gender-Care-Gap anhand der Zeitverwendungserhebung berechnet. 2022 leisteten Frauen demnach 44,3 Prozent mehr unbezahlte Arbeit als Männer. In absoluten Zahlen entspricht dies einem täglichen zeitlichen Mehraufwand von 79 Minuten. Nach der Zeitverwendungserhebung von 2012 und 2013 lag der Gender-Care-Gap in Deutschland noch bei 52,4 % bzw. 87 Minuten. Insgesamt arbeiten Männer und Frauen in etwa gleich viel – Frauen allerdings in einem deutlich höheren Maße unbezahlt.
Hierbei gilt, dass – wenn auch unterschiedlich ausgeprägt – Frauen unabhängig von Bildung, Beruf, Alter oder Haushaltskonstellation stets mehr unbezahlte Sorgearbeit verrichten als Männer. Die größte Lücke im Zeitaufwand besteht dabei während der sogenannten Rush-Hour des Lebens.
Bei der Betreuung von Kindern scheint es für den Gender-Care-Gap nicht relevant zu sein, ob die betreuenden Personen miteinander in einer Liebesbeziehung sind oder nicht. Zumindest legt eine qualitative Studie zu Co-Parenting nah, dass auch hier Frauen die meiste Sorgearbeit übernehmen. Auch in Haushalten, in denen kein Paar, sondern eine alleinerziehende Person Kinder großzieht, unterscheidet sich der Zeitaufwand, den Männer und Frauen für Sorgearbeit aufwenden. Alleinerziehende Mütter verbrachten im Jahr 2019 im Vergleich über 75 % mehr Zeit mit Care-Arbeit als alleinerziehende Väter. In gleichgeschlechtlichen Partnerschaften wird Care-Arbeit hingegen wesentlich egalitärer aufgeteilt. Das Familienernährermodell ist in diesen Beziehungen nur selten anzutreffen.
Innerhalb Deutschlands existiert ein starkes Ost-West-Gefälle hinsichtlich der Verteilung von unbezahlter Care-Arbeit. Während der Gender-Care-Gap im Jahr 2020 in den alten Bundesländern 57,4 % betrug, lag er in den neuen Bundesländern lediglich bei 36,9 %.

## Ursachen

### Ungleich verteilte Erwerbsarbeit
Wer einer Erwerbstätigkeit nachgeht, hat zwangsläufig weniger Zeit für Care-Arbeit. Es lässt sich feststellen, dass sowohl die Beschäftigungsquote als auch die Anzahl der pro Woche geleisteten Erwerbsarbeitsstunden in Deutschland seit Jahren bei Frauen niedriger ist als bei Männern. Insgesamt partizipieren Frauen zwar mehr am Arbeitsmarkt als früher, sie tun dies allerdings vermehrt in Teilzeit.
Die Ungleichverteilung von Erwerbsarbeit und Care-Arbeit bedingen sich hierbei jeweils gegenseitig. Häufig wird die geringere Erwerbstätigkeit von Frauen auf ihre erhöhte Verantwortung für Sorgearbeit zurückgeführt, umgekehrt kann mehr Belastung mit Sorgearbeit aber auch eine reduzierte Erwerbstätigkeit bedingen. Allerdings kann die unterschiedliche Belastung der Geschlechter mit Erwerbsarbeit den Gender-Care-Gap nicht alleine erklären, weil Frauen auch an erwerbsfreien Tagen einen Großteil der Care-Arbeit übernehmen.

### Gesellschaftlich etablierte Rollenbilder

#### Familie als weiblich konnotierter Raum
In demokratischen Staaten ist die Gleichstellung der Geschlechter ein weitläufig anerkanntes und auch formal angestrebtes Ideal. In der Praxis zeigt sich jedoch, dass die häusliche Arbeitsteilung innerhalb von Paarbeziehungen nur sehr selten an diesem Ideal ausgerichtet wird. Diese Diskrepanz zwischen Anspruch und gelebter Wirklichkeit muss irgendwie legitimiert werden. Konzepte wie Ehe und Kleinfamilie sind deswegen stark an einer als naturgegeben imaginierten Geschlechterdifferenz orientiert. Frauen werden allein aufgrund ihres Geschlechts bestimmte Eigenschaften und Verhaltensweisen wie Einfühlsamkeit, Emotionalität, Zurückhaltung oder auch ein besserer Umgang mit Kindern zugeschrieben. Aus dieser Perspektive erscheint es sinnvoll, dass sie auch den Großteil der anfallenden Care-Tätigkeiten übernehmen, denn dies passe schlicht besser zu ihrer Natur. Die geschlechtliche Rollenverteilung erscheint so alternativlos. Der Glaube an eine natürliche Differenz zwischen den Geschlechtern zieht dabei politische und rechtliche Konsequenzen nach sich, die die scheinbar natürliche Geschlechterordnung weiter manifestieren und reproduzieren.

#### Weiblichkeit und Mutterrolle
Die Geburt eines Kindes trägt wesentlich dazu bei, dass der Gender-Care-Gap bei Paaren steigt. In Paarhaushalten, deren jüngste Kinder bis zu sechs Jahre alt sind, verbringen Frauen durchschnittlich dreimal so viel Zeit mit Care-Arbeit wie ihre männlichen Partner. Frauen wird aufgrund ihrer Gebärfähigkeit eine natürliche Affinität zu Kindern unterstellt. Mutterschaft wird daher oftmals als die natürliche Berufung von Frauen dargestellt. Deshalb gilt jede Frau als wenigstens potentielle Mutter und Kinderlosigkeit wird als etwas von der Norm Abweichendes betrachtet. Die Erwartung, Mutter zu sein bzw. zu werden, ist allerdings auch eng mit bestimmten Vorstellungen von einer „guten Mutter“ verknüpft. Von diesen „guten Müttern“ wird beispielsweise viel eher erwartet, die eigene Berufstätigkeit zu reduzieren bzw. aufzugeben, um den eigenen Nachwuchs zu versorgen, als von zum Beispiel Vätern. Die Selbstdefinition von Müttern ist dementsprechend häufig von einer Erwartungshaltung gegenüber sich selbst geprägt, immer vollumfänglich für die eigenen Kinder da zu sein. Dieses Selbstverständnis steht aber im Konflikt mit einer egalitären Aufteilung der Sorgearbeit zwischen Elternteilen. Außerdem lässt sich beobachten, dass manche Mütter eine Form von Gatekeeping praktizieren: Kinderfürsorge und Care-Arbeit sehen sie als ihren Handlungsbereich an. Selbst wenn der Partner in diesem Bereich ebenfalls Tätigkeiten übernehmen will, wird er dann durch die Mutter selbst daran gehindert.

#### Männlichkeit und Vaterrolle
Auch bestimmte Rollenerwartungen an Männer und insbesondere Väter tragen dazu bei, dass Care-Arbeit ungleich verteilt wird. Laut Sylka Scholz und Andreas Heilmann zeichnet sich der Kapitalismus dadurch aus, dass die in ihm agierenden Subjekte männlich und ohne Beziehungen bzw. Abhängigkeiten zur Außenwelt gedacht werden (siehe hierzu auch Androzentrismus). In der Folge werden Sorgetätigkeiten Jungen oftmals bereits in der Kindheit abtrainiert. Zudem wird ihnen oft vermittelt, dass als weiblich geltende Eigenschaften wie Gefühle zeigen oder sich um andere kümmern als „unmännlich“ gelten.
Gleichzeitig ist häufig von einer „neuen Vaterschaft“ die Rede. Die gesellschaftliche Erwartungshaltung hat sich zunehmend dahingehend verändert, dass von Männern mit Kindern erwartet wird, dass sie sich an der Erziehung ihres Nachwuchses aktiv beteiligen. Dass dieses Leitbild in aller Regel nicht bzw. nur unzureichend umgesetzt wird, liegt u. a. auch daran, dass das Rollenmodell des Familienernährers nach wie vor wirkmächtig ist – wenngleich es an gesellschaftlicher Relevanz eingebüßt hat. Im Allgemeinen stehen Männer, die ihre Erwerbstätigkeit einschränken möchten, um mehr Zeit für Sorgetätigkeiten zu haben, vor einem Dilemma: In Betrieben gelten oftmals nur diejenigen Arbeitnehmer als produktiv, die häufig anwesend und verfügbar sind. Von Männern wird häufiger erwartet, dass sie in Vollzeit arbeiten und ggf. auch Überstunden akzeptieren, um größeren beruflichen Erfolg zu erlangen.

### Infrastruktur
Ein weiterer Grund dafür, dass Care-Arbeit in Paarbeziehungen oftmals eher traditionell aufgeteilt wird, ist die mangelhafte Infrastruktur für Kinderbetreuung und Altenpflege. Obwohl Kinder, die das erste Lebensjahr vollendet haben, seit August 2013 einen Rechtsanspruch auf einen Kitaplatz haben, gibt es in Deutschland immer noch weniger Kitaplätze und Betreuungspersonal als benötigt werden. In der Kinderbetreuung sorgen außerdem die häufig eher unflexiblen Öffnungs- und Abholzeiten für Probleme. Viele Eltern müssen ein zeitliches Betreuungsdefizit ausgleichen, weil Ganztagsbetreuungsangebote fehlen, Kitas und Schulen in den Ferien schließen oder der eigene Wohnort gar keine Betreuungseinrichtungen zu bieten hat.
In der Altenpflege herrscht ebenfalls ein Personalnotstand. Darüber hinaus wird sie auch immer teurer, was dazu führt, dass sich immer mehr finanziell schlechter gestellte Personen Aufenthalte in Pflegeheimen nicht mehr leisten können und dann privat betreut werden müssen. Kinder und Pflegebedürftige, die nicht in dafür vorgesehenen Einrichtungen betreut werden können, verbleiben in Privaträumen. Da aber häusliche Pflege und unbezahlte Kinderbetreuung mehrheitlich von Frauen geleistet wird, lässt dies den Gender-Care-Cap wiederum ansteigen.

## Folgen

### Zusammenhänge mit anderen Gender-Gaps

#### Gender-Pay-Gap
Gender-Care-Gap und Gender-Pay-Gap entwickeln sich im Lebensverlauf relativ ähnlich. Beide sind in den 20ern am niedrigsten und steigen stark an, wenn Menschen das 30. Lebensjahr erreichen. Während der Gender-Pay-Gap danach relativ stabil bleibt, geht der Gender-Care-Gap aber ca. ab dem 40. Lebensjahr wieder zurück.
Inwiefern eine Kausalität zwischen den beiden Gaps besteht und welcher von ihnen gegebenenfalls als Ursache und welcher als Wirkung fungiert, ist in der Forschung umstritten. Eine Studie des Fraunhofer-Instituts für Angewandte Informationstechnik kam beispielsweise zu dem Schluss, dass eine Erhöhung der Bruttostundenlöhne von Frauen um 10 % eine Verringerung des Gender-Care-Gap um 2,2 % zur Folge hat. Auf der anderen Seite wird aber ebenfalls häufig der Schluss gezogen, dass der höhere Zeitaufwand, den Frauen für Care-Arbeit aufwenden, zu einer Reduzierung ihres Einkommens führt.

#### Gender-Pension-Gap
Der Zusammenhang zwischen Gender-Care-Gap und Gender-Pension-Gap wird zunächst dadurch eingeschränkt, dass der Gender-Pension-Gap endgültig feststeht, sobald Betroffene in den Altersruhestand gehen. Wenn Menschen bereits Alterssicherungsleistungen beziehen, hat der Stundenumfang ihrer Sorgetätigkeiten keinen Einfluss mehr auf die Höhe ihrer Bezüge.
Empirische Untersuchungen zum Zusammenhang zwischen Gender-Care- und Gender-Pension-Gap fehlen bislang, der Zusammenhang zwischen Gender-Care- und Gender-Pay-Gap lässt aber Rückschlüsse darauf zu, in welchem Verhältnis eine Ungleichverteilung von Care-Arbeit und Unterschiede zwischen Renteneinkünften stehen. In jedem Falle ließe sich der Gender-Pension-Gap verringern, wenn Frauen mehr am Arbeitsmarkt partizipieren, häufiger in Vollzeit arbeiten, mehr verdienen und nicht mehr den Großteil der häuslichen Care-Arbeit erledigen würden. Aktuell schränken aber vor allem Frauen ihre Erwerbstätigkeit ein, um zum Beispiel Kinder zu betreuen oder Angehörige zu pflegen, was die von ihnen in die Rentenkasse eingezahlten Beiträge verringert und somit zu Altersarmut führen kann. Verschiedentlich wird daher der Schluss gezogen, dass Maßnahmen, die den Gender-Pay-Gap und den Gender-Care-Gap reduzieren, auch den Gender-Pension-Gap kleiner werden lassen.

### Care Drain
Care-Arbeit ist in Industriegesellschaften weiterhin weiblich konnotiert. Gleichzeitig wird von Frauen gesellschaftlich aber auch das Ausüben einer Erwerbstätigkeit erwartet. Da Frauen immer häufiger erwerbstätig werden, Männer aber trotzdem nicht mehr Care-Arbeit leisten, tendieren Privathaushalte, die es sich leisten können, vermehrt dazu, Menschen aus dem Ausland für die Verrichtung häuslicher Care-Arbeit einzustellen. Die Internationale Arbeitsorganisation bezifferte 2013 die Anzahl an Menschen, die migriert sind, um in Privathaushalten zu arbeiten, auf 53 Millionen, ging dabei aber von einer Dunkelziffer von 100 Millionen aus. 83 Millionen hiervon sollen Frauen sein.
Personen, die migrieren, um in Privathaushalten zu arbeiten, sind oftmals in prekären Arbeitsverhältnissen tätig, werden gering entlohnt, können nur sehr eingeschränkt bestimmte soziale Rechte in Anspruch nehmen und fehlen zudem in ihren Heimatländern, um die dortigen Bedürfnisse nach Care-Arbeit zu befriedigen. Care-Arbeit wird also von bestimmten Ländern und Regionen in andere transferiert. Dieser Care Drain geht häufig auch mit einem Brain Drain einher, da die migrierenden Pflegekräfte häufig gut ausgebildet sind und in den Zielländern nicht in ihren ursprünglich erlernten Berufen arbeiten.

## Der Gender-Care-Gap während der Covid-19-Pandemie
Während der Lockdowns, die im Zuge der Covid-19-Pandemie verhängt wurden, waren zeitweise auch Schulen und Kitas geschlossen. Die Kinderbetreuung musste in dieser Zeit also privat organisiert werden. Die Flexibilisierung der eigenen Arbeitszeiten sowie das Arbeiten im Homeoffice waren dabei die am häufigsten genutzten Methoden, um in der Zeit der Schul- und Kitaschließungen die Betreuung der eigenen Kinder zu gewährleisten; Eltern vermieden es also, ihr Arbeitsvolumen während der Pandemie zu verringern. Auffällig ist dabei, dass der Anteil der Männer, die in Paarbeziehungen den Großteil der anfallenden Care-Arbeit erledigten, während des ersten Lockdowns im April 2020 stark anstieg, im weiteren Verlauf der Pandemie aber wieder deutlich abnahm. Der Zeitaufwand für Sorgearbeit wurde insgesamt sowohl für Mütter als auch für Väter größer. Bei der Frage, wie sich die Covid-19-Pandemie auf den Gender-Care-Gap ausgewirkt hat, kommen Forschende zu unterschiedlichen Ergebnissen: Bettina Kohlrausch kommt zu dem Schluss, dass überwiegend Frauen die durch Schul- und Kitaschließungen zusätzlich anfallende Care-Arbeit übernahmen und der Gender-Care-Gap sich hierdurch vergrößerte. Eine andere Studien postuliert, dass Väter mehr an der Kinderbetreuung partizipierten und der Gap dadurch kleiner wurde. Wieder eine andere Studie meint, dass Mütter zwar mehr Sorgearbeit leisteten als Väter, sich aber der Anteil von Familien, in denen die Care-Arbeit gleichmäßig aufgeteilt wurde, in der Pandemie insgesamt nicht signifikant verändert habe. Neuere Daten legen mittlerweile nahe, dass die Pandemie keinen langfristigen Effekt auf den deutschen Gender-Care-Gap hatte.
In den USA war in der frühen Phase der Pandemie eine egalitärere Aufteilung von Care-Arbeit in Paarbeziehungen zu beobachten. Im weiteren Verlauf nahm die Belastung von Frauen vor allem mit Aufgaben wie der Unterstützung von Kindern bei Schulaufgaben allerdings zu. Besonders in Haushalten mit niedrigem Bildungsniveau und geringem Einkommen leisteten Mütter während der Pandemie mehr unbezahlte Care-Arbeit als Väter. In der Folge berichteten vor allem Mütter mit jungen Kindern von erhöhter psychischer Belastung.
In Spanien, Australien, Indien sowie Nigeria und Südafrika scheinen Männer im Zuge der Covid-19-Pandemie mehr unbezahlte Care-Arbeit geleistet zu haben als zuvor. Dieser Anstieg war allerdings geringer als der bei Frauen.

## Mögliche Maßnahmen zum Abbau des Gender-Care-Gaps

### Verkürzung der Erwerbsarbeitszeit
Wenn Menschen weniger Zeit mit Erwerbsarbeit verbringen müssen, haben sie mehr zeitliche Ressourcen, die für Care-Arbeit genutzt werden können. Vielerorts wird deshalb für eine neue Wochenarbeitszeit von 30 bis 35 Stunden und für eine Angleichung der Arbeitszeiten von Voll- und Teilzeitbeschäftigten plädiert. Paare könnten so die anfallende Care-Arbeit gleichmäßiger unter sich aufteilen. Auch Personen, die selbst keine eigenen Kinder oder nahe pflegebedürftige Angehörige haben, könnten so mehr Sorgearbeit für Freunde, Nachbarn oder den weiteren Familienkreis übernehmen.
Ebenfalls häufiger gefordert wird ein Wahlarbeitszeitgesetz. Wenn Beschäftigte das Recht haben, den Umfang ihrer Erwerbsarbeitsstunden je nach eigener Lebenslage flexibler zu gestalten, dürfte das Zeitkonflikte zwischen Erwerbs- und Care-Arbeit minimieren. Ein Wahlarbeitsgesetz könnte auch einige Nachteile der Teilzeitarbeit wie Arbeitsmarktsegregation und fehlende Karrierechancen beseitigen. Der Deutsche Juristinnenbund fordert ein Wahlarbeitszeitgesetz in Verbindung mit einer 30-Stunden-Woche.

### Anpassung der Familienpolitik
Zum Zwecke einer egalitäreren Aufteilung von Care-Arbeit in Paarbeziehungen werden auch die Modifikation bzw. Abschaffung einiger familienpolitischer Maßnahmen gefordert. So schlug der Zweite Gleichstellungsbericht der Bundesregierung etwa eine Anpassung des Elterngeldes vor. Die bislang frei verteilbaren Monate der Elternzeit sollten demnach in höherem Maße an den jeweiligen Elternteil gebunden werden. Möglich wäre hierbei beispielsweise eine Verteilung von jeweils vier Monaten für jeden Elternteil und zusätzlich sechs Monate, die frei verteilt werden können. Väter sollen so möglichst früh nach der Geburt eines Kindes an der zusätzlich anfallenden Care-Arbeit beteiligt werden. Auch eine zum Mutterschutz analoge verpflichtende Freistellung des nicht gebärenden Elternteils (also der Väter und der nicht biologischen Mütter, wenn beide Elternteile weiblich sind) wurde vorgeschlagen. In Deutschland war die rechtliche Etablierung eines Vaterschaftsurlaubs für 2024 geplant, wurde aber bislang nicht umgesetzt.
Auch das Ehegattensplitting wird vielfach als ein Hemmnis für eine egalitäre Aufteilung von Sorgearbeit gesehen, weil es in seiner aktuellen Konzeption eine Erwerbstätigkeit für Frauen unattraktiv mache und sie daher mehr Zeit für unbezahlte Care-Arbeit investieren würden. Der 9. Familienbericht der Bundesregierung schlägt deshalb vor, die Lohnsteuerklassen III und V abzuschaffen sowie das Ehegattensplitting in ein Realsplitting umzuwandeln.

### Stärkung der Infrastruktur
Wenn die Kosten für die Betreuung von Kindern und pflegebedürftigen Angehörigen in Gänze von der Gesellschaft getragen werden würden und somit kostenlos wären, würde dies vielen Menschen, die sonst einen Großteil ihrer Zeit mit Sorgetätigkeiten verbringen, die Möglichkeit geben, einer Erwerbstätigkeit nachzugehen. Auch kürzere Schließungszeiten von Kitas und Schulen in den Ferien würden mehr Zeit für Erwerbstätigkeiten von Eltern lassen. Eine Studie des Deutschen Instituts für Wirtschaftsforschung kam 2024 zu dem Schluss, dass ein gut finanziertes Pflegesystem vor allem Frauen von der privaten häuslichen Pflege entlastet und damit zu einem Rückgang des Gender-Care-Gaps beiträgt.

### Wertewandel
Politische Maßnahmen können Paaren zwar die generelle Möglichkeit geben, Care-Arbeit egalitär aufzuteilen, die Entscheidung dazu müssen die Paare aber selbst treffen. Die Beteiligung von Männern an unbezahlter Care-Arbeit ist hoch, wenn Frauen in einem Land einen hohen ökonomischen und politischen Einfluss haben und finanziell unabhängig sind. Die Sozialwissenschaftlerin Eva Hänselmann kommt zu dem Schluss, dass sich der Gender-Care-Gap nur dann gänzlich eliminieren lässt, wenn Geschlechterstereotype abgebaut werden und mehr Gleichstellung erreicht wird.